# ラムバー (アスラ)
ラムバー(Rambha)とは、インド神話に登場するアスラ神族の名である。
ラムバーはダーナヴァ族なのでダヌの子、マヒシャの父にあたる。ラムバーは水牛から生まれ落ちたとされる。ある説話ではラムバーはインドラに倒されたという。ラムバーは死後転生してラクタヴィージャとして生まれ変わり、ドゥルガーに打ち取られた子マヒシャの無念を晴らすべくシュンバ・ニシュンバ兄弟王とともにドゥルガーを攻撃するが、ドゥルガーは強力な恐怖の女神カーリーへと変化を遂げ、戦友であるシュンバ・ニシュンバ兄弟王は抹殺された。子の無念を晴らすことができないままラクタヴィージャ本人も共に討死した。